# На тебе чекають вдома
«На тебе чекають вдома» (рос. Тебя ждут дома) — програма Служби безпеки України (СБУ), запроваджена у серпні 2015 року, яка передбачає повернення на підконтрольну Україні територію громадян України, які добровільно відмовились від участі в терористичних організаціях ДНР та ЛНР. Програма діє в рамках законодавства України. За словами пресцентру СБУ, програма поширюється на осіб, які:
|  | - готові добровільно відмовитися від участі в терористичній діяльності та співпрацювати з правоохоронними органами України; - не брали участі у вбивствах, катуваннях, зґвалтуваннях та інших тяжких злочинах; - мають щире бажання виправити власні помилки чесною працею на благо України. |

2015 року програмою «На тебе чекають вдома» скористалися понад 60 осіб, яких суди України звільнили від кримінальної відповідальності, а станом на 2017 — понад 200.
Станом на початок 2019 року нею скористались понад 360 осіб.